# Campionati europei di karate 1968
I campionati europei di karate 1967 sono stati la 3ª edizione della competizione. Si sono svolti a Parigi, in Francia, dal 2 al 4 maggio.

## Podi

### Maschili
| Specialità     | Oro        | Argento          | Bronzo               |
| Kata           | Guy Sauvin | Dominique Valera | Gerard Grossetête    |
| Kata           | Guy Sauvin | Dominique Valera | Richard Kosakiewitch |
| Gara a squadre | Francia    | Belgio           | Jugoslavia           |
| Gara a squadre | Francia    | Belgio           | Italia               |